# Diga di May
La diga di May è una diga della Turchia. Si trova nella provincia di Konya, sul fiume omonimo.